# Wilhelm IV. von dem Bergh

Wilhelm IV. von dem Bergh, Gemälde von Anthonis Mor

Wilhelm IV. von dem Bergh (* 24. Dezember 1537 auf Huis Bergh in ’s-Heerenberg; † 6. November 1586 auf Schloss Ulft in Ulft) war regierender Reichsgraf von dem Bergh aus dem Adelsgeschlecht Leck. Er war von 1581 bis 1583 Statthalter von Gelderland und Zutphen.

## Leben
Wilhelm war der älteste Sohn von Oswald II. von dem Bergh (1508–1546) und dessen Ehefrau Elisabeth von Dorth (um 1505–1545). Er war ein Urenkel von Oswald I. von dem Bergh.
In seiner Jugendzeit hielt sich Wilhelm zur Ausbildung in Löwen und am kaiserlichen Hof in Brüssel auf, wo er wohl dem dort auch weilenden noch jugendlichen Prinzen Wilhelm von Oranien begegnet sein wird. Graf Wilhelm heiratete dann am 11. November 1556 dessen Schwester Maria auf Schloss Moers. Kurz nach der Hochzeit nahm ein protestantischer Hofprediger auf Huis Bergh seine Arbeit auf. Mit seinem Schwager und entfernten Cousin Graf Hermann von Neuenahr und Moers (1520–1578) führte Wilhelm seit Ende der 1550er Jahre einen umfangreichen Briefwechsel.
Er war prominentes Mitglied der etwa 200 Adligen, die sich im November 1565 zu dem Eidverbund zusammenschlossen und am 5. April 1566 den von ihnen erstellten Kompromiss von Breda in Brüssel an Statthalterin Margarethe von Parma überreichten.
Philipp II. entsandte 1567 eine vom Statthalter der habsburgischen Niederlande Fernando Álvarez de Toledo, Herzog von Alba geführte Armee in die Niederlande, um die Rebellion niederzuschlagen. Am 24. Januar 1568 bestellte ihn der Herzog von Alba vor den Rat der Unruhen, worauf er sich entschied zu seinen Schwager Wilhelm von Oranien nach Dillenburg zu flüchten. Seine Besitzungen in den habsburgischen Niederlanden wurden konfisziert.
Im Jahr 1572 befehligte Wilhelm eine kleine Armee aus circa 5000 Söldnern, die von seinem Schwager Wilhelm von Nassau-Dillenburg finanziert wurde. Im Sommer marschierte er dann in das Gelderland ein. Er war zunächst auch erfolgreich und eroberte in kurzer Zeit Doetinchem, Zutphen, Deventer, Zwolle, Kampen und Steenwijk. Allerdings wurde er mit der Strafexpedition von Fadrique Álvarez de Toledo im Herbst nicht fertig und musste flüchten. Das zweite Mal kam er mittellos in Deutschland an. Erst nach der Genter Pazifikation im Jahr 1576, von dessen Amnestie er profitierte, konnte er in die Niederlande zurückkehren und seinen Besitz sichern.
1577 wurde Graf Wilhelm IV. von Bergh ’s-Heerenberg von dem Kritiker der Hexenverfolgung Johann Weyer (1515/16–1588) als Gegner von Tortur und Anwendung der Todesstrafe gewürdigt.
Wilhelm bewarb sich 1578 als Statthalter der Provinz Gelderland, verlor bei der Wahl aber gegen seinen Schwager, den jüngeren Bruder Wilhelms von Oranien, den Grafen Johann VI. von Nassau-Dillenburg. Nachdem dieser sich 1581 wieder nach Schloss Dillenburg in Deutschland begab, gewann Wilhelm schließlich bei der Wahl gegen Graf Adolf von Neuenahr. Trotz Zweifeln wegen Wilhelms Gesinnung ernannte ihn sein Schwager Prinz Wilhelm von Oranien im Frühjahr 1582 zum Statthalter des Gelderlandes. Zuvor aber hatte Wilhelm Kontakt gesucht zu Alessandro Farnese, Herzog von Parma und Statthalter der habsburgischen Niederlande, um diesen wissen zu lassen, dass er gerne königlicher Statthalter des Gelderlandes werden würde.
Sowohl Prinz Wilhelm als auch der Gelderländer Kanzler Elbertus Leoninus überwachten Wilhelm und dieser hatte selbst als Statthalter immer noch Kontakt zu Alessandro Farnese. Seine Korrespondenz mit ihm wurde abgefangen und gab Veranlassung genug, ihn zu verhaften. Die Gelderländer Räte ließen Wilhelm am 5. November 1583 in Arnheim mit Hilfe der dortigen Regierung festnehmen. Zusammen mit seiner Frau Maria, seinen drei ältesten Söhnen Hermann, Friedrich und Oswald, sowie mehreren ihnen nahestehenden Adligen wurden sie zunächst nach Zaltbommel und dann nach Delfshaven gebracht. Mit der Bedingung, dass sie sich an einen neutralen Ort begeben und sich aus dem Konflikt heraushalten, wurden sie im Frühjahr 1584 aus der Haft entlassen. Wilhelm hielt sich nicht daran, floh sofort nach Brüssel und wechselte auf die Seite des Königs, wie später auch seine Söhne.
Nach Wilhelms Tod im Jahr 1586 erbte seine Witwe Maria von Nassau die Besitzungen unter der strengen Auflage der absoluten Neutralität.

## Ehe und Nachkommen

Wappen Wilhelms:
(1) Bergh, (2) Egmond, (3) Moers-Saarwerden, (4) Culemborg

Wilhelm heiratete am 11. November 1556 auf Schloss Moers Maria (1539–1599), älteste Tochter von Wilhelm von Nassau. Sie hatten folgende Nachkommen:
- Magdalena (* 1. August 1557 auf Huis Bergh in ’s-Heerenberg; † 25. Mai 1579)
- Hermann (* 2. August 1558 in ’s-Heerenberg; † 12. August 1611 in Spa)

⚭ Februar 1599 in Wouw mit Maria Mencia von Wittem, Markgräfin von Bergen op Zoom (1581–1613), Tochter von Johann von Witthem
- Friedrich (* 18. August 1559 in ’s-Heerenberg; † 3. September 1618 in Boxmeer)

⚭ 8. Februar 1601 mit Françoise, Baronin von Renty (1583–1629), Tochter von Eustache de Ravanel
- Maria (* 1560 in ’s-Heerenberg)
- Oswald (* 16. Juni 1561 in ’s-Heerenberg; ⚔ 27. Januar 1586 bei der Schlacht bei Boksum)
- Wilhelmina (* 7. Juli 1562 in ’s-Heerenberg; † 15. November 1591 in Ulft)
- Elisabeth (* 31. Dezember 1563 in ’s-Heerenberg; † um 1572 in Köln)
- Joost (* 25. Januar 1565 in ’s-Heerenberg; † 8. August 1600)
- Ludwig (* 1. November 1572 in Köln; ⚔ 19. Juni 1592 bei der Belagerung von Steenwijk)
- Heinrich (* 1573 in Bremen; † 22. Mai 1638 in Zutphen)

⚭ 4. März 1612 in Wouw mit Margaretha (1580–1627), Tochter von Johann von Witthem
⚭ 1629 mit Hiëronyma Catharina von Spaur-Flavon (1600–1683), Tochter von George Frederik von Spaur-Flavon
- Adam (* 1575 in Köln; ⚔ 7. November 1590 in Groningen)
- Adolf (* 1576 in Kampen; ⚔ 25. Mai 1609 in ’s-Hertogenbosch)
- Catharina (* 1578 in ’s-Heerenberg; † 19. Oktober 1640 in Culemborg)

⚭ 4. März 1601 mit Floris II. (1577–1639), Sohn von Floris I. von Pallandt
- Anna (* 1579 in ’s-Heerenberg; † 17. August 1630 in Echt)
- Juliana (* 1580 in ’s-Heerenberg; † 15. November 1591 in Ulft)
- Elisabeth (* 1581 in ’s-Heerenberg; † 12. Januar 1614 in Essen)
- Charlotte (* 1582 in ’s-Heerenberg; † 2. November 1631)

## Trivia
Seine beiden Töchter Wilhelmina und Juliana sind zusammen am 15. November 1591 in der Oude IJssel bei Ulft ertrunken, nachdem eine Brücke eingestürzt war.